# Giuseppe Lorenzi
Giuseppe Lorenzi (Cortina d'Ampezzo, 6 febbraio 1941 – Cortina d'Ampezzo, 24 agosto 2022) è stato un hockeista su ghiaccio italiano.

## Carriera
Lorenzi ha esordito con la maglia della prima squadra del Cortina nel 1960; da allora al 1974 l'ha vestita ininterrottamente, vincendo con i veneti 11 scudetti e due coppe Italia.
Ha a lungo anche militato nella nazionale azzurra, disputando il mondiale di gruppo B del 1967 (a Vienna) e del 1968 (a Lubiana).
Dopo il ritiro si è dedicato all'attività di falegname.

## Palmarès
- Campionato italiano: 11

Cortina: 1960-1961, 1961-1962, 1963-1964, 1964-1965, 1965-1966, 1966-1967, 1967-1968, 1969-1970, 1970-1971, 1971-1972, 1973-1974
- Coppa Italia: 2

Cortina: 1972-1973, 1973-1974